# Tympanogryllus
Tympanogryllus is een geslacht van rechtvleugeligen uit de familie krekels (Gryllidae). De wetenschappelijke naam van dit geslacht is voor het eerst geldig gepubliceerd in 2001 door Gorochov.

## Soorten
Het geslacht Tympanogryllus omvat de volgende soorten:
- Tympanogryllus cyclopterus Gorochov, 2001
- Tympanogryllus solomonicus Gorochov, 2005
- Tympanogryllus tympanopterus Gorochov, 2001